# محطة قطار الدمام
محطة قطار الدمام هي محطة سكة حديد تخدم مدينة الدمام بالمملكة العربية السعودية. من الطرف الشرقي لخط الدمام - الرياض. تعمل المحطة أيضًا كمقر لمؤسسة السكك الحديدية السعودية (SRO)، أقدم مُشغل للسكك الحديدية في المملكة العربية السعودية.
صمم المحطة المُهندس المعماري الإيطالي لوسيو باربيرا عام 1978، وتم افتتاحها للعامة في عام 1981. استلهم تصميم المحطة من الهندسة المعمارية لبعض المساجد على طول البحر الأبيض المتوسط. يضم المبنى لوبي رئيسي الذي يمتد من جناحين. الأجنحة هي منصات للسكك الحديدية. السقف مصنوع من عوارض سابقة التجهيز. الخارج يرتدون الحجر الجيري المحلي. يستخدم طراز المبنى وزخارفه عناصر مثل الفتحات المثلثية لإنشاء النوافذ والأروقة والمشابك ذات الدرجات مُستطيلة، وهي عناصر تشبه بنية نجد ولكن أيضًا شائعة في العمارة العربية الأخرى. تحتوي المحطة على مكان للانتظار، ومنطقة للتذاكر ومنطقة المنصات.
تم تصميم جميع المحطات في الدمام والهفوف والرياض من قبل باربيرا.
وقام الرئيس العام للمؤسسة العامة للخطوط الحديدية المهندس محمد بن خالد السويكت في عام 2014 بزيادة عدد رحلات القطار من 12 رحلة يوميًا إلى 16 رحلة وذلك لزيادة الإقبال في الحجز.
ونظمت المحطة فعاليات عديدة ومنها مهرجان قطار الشتاء الذي يضم عددًا من الأنشطة المختلفة وتستمر لمدة عشرة أيام.